# Cissococcus fulleri
Cissococcus fulleri är en insektsart som beskrevs av Cockerell 1902. Cissococcus fulleri ingår i släktet Cissococcus och familjen skålsköldlöss. Inga underarter finns listade i Catalogue of Life.